# استان جنوب
استان جنوب یکی از ۶ استان کشور ایران بود که در ۱۶ آبان ۱۳۱۶ خورشیدی، با اصلاح قانون تقسیمات کشوری تشکیل گردید. این استان شامل ۱۰ شهرستان یزد، آباده، شیراز، اصطهبانات، جهرم، لنگه و لارستان، بوشهر، عباسی، کرمان، جیرفت بود. این تقسیم‌بندی تنها اندکی بیش از ۲ ماه و در فاصلۀ ۱۶ آبان ۱۳۱۶ تا ۱۹ دی ۱۳۱۶ برقرار بود و از آن تاریخ جای خود را به تقسیم‌بندی ۱۰ استانی تازه‌ای داد.

## شهرستان‌ها
| ردیف | شهرستان        | دهستان‌های تابعۀ بخش                        | مرکز      |
| ---- | -------------- | ------------------------------------------ | --------- |
| ۱    | یزد            | ۱- یزد، رباطات پیش‌کوه، بافق، بهاباد        | بافق      |
| ۱    | یزد            | ۲- نائین                                   | نائین     |
| ۱    | یزد            | ۳- اردکان، میبد                            | اردکان    |
| ۱    | یزد            | ۴- ندوشن، میانکوه، مهریز، پشت‌کوه           | ندوشن     |
| ۱    | یزد            | ۵- تفت، کذابات                             | تفت       |
| ۱    | یزد            | ۶- جندق                                    | جندق      |
| ۲    | آباده          | ۱- آباده، چهاردانگه، ابرقو                 | آباده     |
| ۲    | آباده          | ۲- سمیرم                                   | سمیرم     |
| ۲    | آباده          | ۳- کام‌فیروز، اردکان                        | اردکان    |
| ۲    | آباده          | ۴- بوانات، قنقری                           | بوانات    |
| ۳    | شیراز          | ۱- خلار، سروستان، بیضا، سیاخ               | شیراز     |
| ۳    | شیراز          | ۲- کربال، کوه‌مره، مرودشت، ارسنجان          | ارسنجان   |
| ۳    | شیراز          | ۳- فیروزآباد، فراشبند، جره‌خواجه            | فیروزآباد |
| ۳    | شیراز          | ۴- کازرون، خشت                             | کازرون    |
| ۳    | شیراز          | ۵- ممسنی، ماهور میلاتی                     | ممسنی     |
| ۴    | اصطهبانات      | ۱- اصطهبانات، نیریز، آباده، طشک            | اصطهبانات |
| ۴    | اصطهبانات      | ۲- فسا                                     | فسا       |
| ۴    | اصطهبانات      | ۳- داراب                                   | داراب     |
| ۵    | جهرم           | ۱- خفر، صیمکان، جهرم                       | جهرم      |
| ۵    | جهرم           | ۲- جویم، بیدشهر، خنج                       | جویم      |
| ۵    | جهرم           | ۳- قیر، کارزین، افزر، اریمه، زیرکوه        | قیر       |
| ۶    | لنگه و لارستان | ۱- لارستان، مزایجان                        |           |
| ۶    | لنگه و لارستان | ۲- لنگه، جهانگیریه، شیب‌کوه، گهورستان جزایر | لنگه      |
| ۶    | لنگه و لارستان | ۳- بیخه فال، بیخه احشام، فومستان گاوبندی   | گاوبندی   |
| ۷    | بوشهر          | ۱- شبانکاره، دشتستان، حیات داود            | بندر ریگ  |
| ۷    | بوشهر          | ۲- دشتی، تنگستان                           | شنبه      |
| ۷    | بوشهر          | ۳- علامرودشت، سیراف، اسیرو                 | علامرودشت |
| ۸    | عباسی          | ۱- میناب، شمیل، نازیان جزایر               | میناب     |
| ۸    | عباسی          | ۲- محال سبعه، رودان احمدی                  | طارم      |
| ۸    | عباسی          | ۳- موغستای، بیابان، بشاگرد                 | جاسک      |
| ۹    | کرمان          | ۱- حومه، ماهان، شهداد                      | ماهان     |
| ۹    | کرمان          | ۲- راور، کوه‌بنان، زرند                     | کوه‌بنان   |
| ۹    | کرمان          | ۳- بم، نرماشیر، راین، تهرود، ریگان         | بم        |
| ۹    | کرمان          | ۴- رفسنجان، بهرام‌آباد، نوقات، داوران، انار | بهرام‌آباد |
| ۹    | کرمان          | ۵- شهر بابک، هرات، مروست                   | شهر بابک  |
| ۹    | کرمان          | ۶- سیرجان، پاریز، بردسیر، اقطاع            | شهیدآباد  |
| ۱۰   | جیرفت          | ۱- جیرفت، جبال بارز                        | سبزواران  |
| ۱۰   | جیرفت          | ۲- اسفندقه، ساردویه، ارزویه                | اسفندقه   |
| ۱۰   | جیرفت          | ۳- رودبار، منوجان، کلاشگرد، فلاکج          | خانوک     |